# Dariusz Dyczewski
Dariusz Jerzy Dyczewski – polski dyrygent, profesor sztuk muzycznych, rektor Akademii Sztuki w Szczecinie w latach 2016-2020.

## Życiorys
W 1990 r. ukończył wychowania muzycznego na Akademii  Muzycznej im. Ignacego Jana Paderewskiego w Poznaniu, w 2011 r. uzyskał tytuł profesora sztuk muzycznych.
Został zatrudniony na Akademii Muzycznej im. Feliksa Nowowiejskiego w Bydgoszczy, w Akademii Muzycznej im. Ignacego Jana Paderewskiego w Poznaniu, oraz w Akademii Sztuki w Szczecinie.